# مراح كفر صغاب
مراح كفر صغاب هي قرية تقع في قضاء زغرتا في محافظة الشمال لبنان.
وهي المأوى الشتوي لسكان قرية كفرسغاب الجبلية، وتعتبر منظومة نموذجية لمجتمعات البحر الأبيض المتوسط الرعوية والزراعية حيث لا تزال تمارس نقل السوائل الثابتة الموسمية.

## الجغرافيا
تعتبر مرح كفر صغاب قرية شتوية حيث تقع على منحدر الشمالي الغربي من وادي Joueit الذي يفصل مزيارة عن بنشعي، وتقع على ارتفاع 280 مترًا فوق مستوى سطح البحر، وتوجد وثيقة تذكر مرح كفرسغاب بتاريخ أكتوبر / نوفمبر 1748 ميلادية (ذي القعدة 1161 هجري).

## المناخ
يبلغ أعلى متوسط درجة حرارة في أغسطس عند 30 درجة مئوية، بينما يبلغ أدنى متوسط درجة حرارة في يناير عند 8 درجات مئوية، ومع ذلك تصل درجات الحرارة في فصل الصيف إلى 40 درجة مئوية، وتنخفض في فصل الشتاء إلى أقل من درجتين مئويتين.
يصل هطول الأمطار السنوي إلى 810  مم.
| البيانات المناخية لـ{{{location}}} | البيانات المناخية لـ{{{location}}} | البيانات المناخية لـ{{{location}}} | البيانات المناخية لـ{{{location}}} | البيانات المناخية لـ{{{location}}} | البيانات المناخية لـ{{{location}}} | البيانات المناخية لـ{{{location}}} | البيانات المناخية لـ{{{location}}} | البيانات المناخية لـ{{{location}}} | البيانات المناخية لـ{{{location}}} | البيانات المناخية لـ{{{location}}} | البيانات المناخية لـ{{{location}}} | البيانات المناخية لـ{{{location}}} | البيانات المناخية لـ{{{location}}} |
| الشهر                              | يناير                              | فبراير                             | مارس                               | أبريل                              | مايو                               | يونيو                              | يوليو                              | أغسطس                              | سبتمبر                             | أكتوبر                             | نوفمبر                             | ديسمبر                             | المعدل السنوي                      |
| ---------------------------------- | ---------------------------------- | ---------------------------------- | ---------------------------------- | ---------------------------------- | ---------------------------------- | ---------------------------------- | ---------------------------------- | ---------------------------------- | ---------------------------------- | ---------------------------------- | ---------------------------------- | ---------------------------------- | ---------------------------------- |
| متوسط درجة الحرارة الكبرى °ف (°م)  | 61 (16)                            | 61 (16)                            | 66 (19)                            | 71 (22)                            | 77 (25)                            | 80 (27)                            | 84 (29)                            | 86 (30)                            | 84 (29)                            | 80 (27)                            | 71 (22)                            | 64 (18)                            | 74 (23)                            |
| متوسط درجة الحرارة الصغرى °ف (°م)  | 46 (8)                             | 48 (9)                             | 50 (10)                            | 55 (13)                            | 61 (16)                            | 66 (19)                            | 71 (22)                            | 73 (23)                            | 68 (20)                            | 62 (17)                            | 55 (13)                            | 50 (10)                            | 59 (15)                            |
| المصدر: Kfarsghab.net              |                                    |                                    |                                    |                                    |                                    |                                    |                                    |                                    |                                    |                                    |                                    |                                    |                                    |

## الاقتصاد

### الزراعة
تعتبر ندرة المياة المشكلة الرئيسية في القرية، ولكن معظم الأنشطة الزراعية في المنطقة لا تحتاج إلى الري مثل الزيتون والعنب والتين، لكن الشجرة الرئيسية هي الزيتون التي يتم حصادها عادة من نوفمبر إلى يناير كل عام، ويوجد في القرية ست معاصر تقليدية لاستخراج زيت الزيتون، حيث يتم إنتاج الزيتون الأخضر والزيتون الأسود وكذلك صابون زيت الزيتون.
ويتم إنتاج العنب لاستخدامه في إنتاج مشروب كحولي مقطر بنكهة اليانسون، حيث يتم حصاد العنب في يوليو / أغسطس. وفي السنوات الأخيرة فقد التين أهميته بسبب حاجته لرعاية مستمرة خلال الصيف وفي الصيف يكون معظم الناس في القرية الصيفية، على بعد حوالي 25 كم.

## روابط خارجية
- (بالإنجليزية) / (بالفرنسية) kfarsghab.net، معلومات مفيدة
- (بالإنجليزية) موقع مجتمع Kfarsghabian الأسترالي
- (بالإنجليزية) موقع مجتمع كفرسبيان الأمريكي